# Encephalartos kanga
Encephalartos kanga — вид голонасінних рослин класу саговникоподібні (Cycadopsida).
Цей вид тісно пов'язаний з Encephalartos kisambo Faden і Beentje, але істотно відрізняється, щоб гарантувати визнання як окремого виду (Pócs and Luke 2007).

## Поширення, екологія
Відомий тільки з гори Кенга, в районі Мвомеро, провінція МОрогоро, Танзанія. Зустрічається на півдні хребта і пд.-сх. схилах гори Кенга вище селища Кібвенде. Росте на висотах 1000—1300 м. Цей вид росте на дуже крутих гранітних південних скелях. Середовище проживання суб-гірські сухі вічнозелені й мезонні вічнозелені ліси на крутих схилах докембрії кристалічної (в основному гнейсові) основи з дрібним ґрунтом.

## Використання
Цей вид, як і всі саговникоподібні, високо цінуються для торгівлі садовою продукцією. Оскільки це порівняно новий вид, попит на нього буде високим. Саджанці вже були видалені з популяції закордонними колекціонерами, принаймні в двох випадках.

## Загрози та охорона
Незаконне збирання саджанців представляє головну загрозу. Подальші пожежі можуть також вплинути на середовище існування. Гора вважається священною у місцевих жителів, і, враховуючи віддаленість області, збезлісення не є проблемою в даний час.